# Svay Leu
Svay Leu är ett distrikt i Kambodja.   Det ligger i provinsen Siem Reap, i den centrala delen av landet, 250 km norr om huvudstaden Phnom Penh. Antalet invånare är 12 869.